# ¿Dónde vas, Alfonso XII?
¿Dónde vas, Alfonso XII? ist ein spanischer Spielfilm aus dem Jahr 1958 des argentinischen Regisseurs Luis César Amadori. Der Film basiert auf dem gleichnamigen Theaterstück von Juan Ignacio Luca de Tena, dessen Titel wiederum auf das gleichnamige bekannte spanische Volkslied über König Alfons XII. anspielt.
1960 wurde eine Fortsetzung unter dem Titel Alfonso XII y María Cristina: ¿Dónde vas triste de ti? gedreht.

## Handlung
Erzählt wird die Liebesgeschichte der spanischen Prinzessin Maria de las Mercedes de Orléans und des spanischen Thronfolger Alfons XII.
Nach der Ersten Spanischen Republik kehrt Alfonso XII an Stelle seiner Mutter Isabel II, als König nach Spanien zurück. Er kämpft gegen seine Mutter und Minister, um die Liebe seines Lebens – seine Cousine Maria de las Mercedes – zu heiraten. 6 Monate nach der Hochzeit verstirbt diese jedoch an Tuberkulose.

## Auszeichnungen und Rezeption
Der Film war in Spanien einer erfolgreichsten nationalen Filmproduktionen der 1950er Jahre und erhielt 1958 den spanischen Filmpreis  Sindicato Nacional del Espectáculo.